# Маттео Пессіна
Матте́о Пессі́на (італ. Matteo Pessina, нар. 21 квітня 1997, Монца) — італійський футболіст, півзахисник клубу «Монца» та національної збірної Італії, який на правах оренди виступає за «Монцу».

## Клубна кар'єра
Народився 21 квітня 1997 року в місті Монца. Вихованець юнацьких команд місцевих клубів «Ла Домінанте» та «Монца».
У дорослому футболі дебютував 2014 року виступами за команду «Монца», в якій протягом одного сезону взяв участь у 20 матчах Леги Про, третього італійського дивізіону. 
2015 року юний гравець уклав контракт з «Міланом», утім продовжив виступати у третьому дивізіоні, де на умовах оренди захищав кольори «Лечче», «Катанії» і «Комо».
Влітку 2017 року перейшов до «Аталанти», з якої також невдовзі був відданий в оренду, цього разу до друголігової «Спеції».
Сезон 2018/19 провів в «Аталанті», дебютувавши в іграх елітного італійського дивізіону, після чого був відданий в оренду до  «Верони». У цій команді протягом сезону вже був стабільним гравцем основного складу на рівні Серії A, після чого повернувся до  «Аталанти».

## Виступи за збірні
2015 року дебютував у складі юнацької збірної Італії (U-19), загалом на юнацькому рівні взяв участь у 17 іграх, відзначившись одним забитим голом. У складі збірної для 20-річних був учасником молодіжної світової першості 2017 року, на якій італійці здобули бронзові нагороди.
Протягом 2017–2018 років залучався до складу молодіжної збірної Італії. На молодіжному рівні зіграв у 9 офіційних матчах.
11 листопада 2020 року дебютував в офіційних матчах у складі національної збірної Італії.
За декілька днів до старту Євро-2020 був включений до заявки італійців на цей турнір як заміна Стефано Сенсі, який травмувався.

## Статистика виступів

### Статистика клубних виступів
Станом на 21 травня 2022
| Сезон                | Команда              | Чемпіонат            | Чемпіонат | Чемпіонат | Національний кубок | Національний кубок | Національний кубок | Континентальні кубки | Континентальні кубки | Континентальні кубки | Інші змагання | Інші змагання | Інші змагання | Усього | Усього |
| Сезон                | Команда              | Ліга                 | Ігор      | Голів     | Ліга               | Ігор               | Голів              | Ліга                 | Ігор                 | Голів                | Ліга          | Ігор          | Голів         | Ігор   | Голів  |
| -------------------- | -------------------- | -------------------- | --------- | --------- | ------------------ | ------------------ | ------------------ | -------------------- | -------------------- | -------------------- | ------------- | ------------- | ------------- | ------ | ------ |
| 2014–15              | «Монца»              | ЛП                   | 20+2      | 3+3       | КІ+КІ-ЛП           | 0+1                | 0                  | -                    | -                    | -                    |               | -             | -             | 23     | 6      |
| 2015-січ. 2016       | «Лечче»              | ЛП                   | 3         | 0         | КІ+КІ-ЛП           | 0+1                | 0                  | -                    | -                    | -                    | -             | -             | -             | 4      | 0      |
| січ.-черв. 2016      | «Катанія»            | ЛП                   | 1         | 0         | КІ+КІ-ЛП           | 0+0                | 0                  | -                    | -                    | -                    | -             | -             | -             | 1      | 0      |
| 2016–17              | «Комо»               | ЛП                   | 35+1      | 9         | КІ+КІ-ЛП           | 2+3                | 0                  | -                    | -                    | -                    | -             | -             | -             | 41     | 9      |
| 2017–18              | «Спеція»             | B                    | 38        | 2         | КІ                 | 0                  | 0                  | -                    | -                    | -                    | -             | -             | -             | 38     | 2      |
| 2018–19              | «Аталанта»           | A                    | 12        | 0         | КІ                 | 2                  | 0                  | ЛЄ                   | 5                    | 0                    | -             | -             | -             | 19     | 0      |
| 2019–20              | «Верона»             | A                    | 35        | 7         | КІ                 | 0                  | 0                  | -                    | -                    | -                    | -             | -             | -             | 35     | 7      |
| 2020–21              | «Аталанта»           | A                    | 28        | 2         | КІ                 | 5                  | 2                  | ЛЧ                   | 7                    | 0                    | -             | -             | -             | 40     | 4      |
| 2021–22              | «Аталанта»           | A                    | 27        | 1         | КІ                 | 2                  | 0                  | ЛЧ+ЛЄ                | 4+4                  | 1+0                  | -             | -             | -             | 37     | 2      |
| Усього за «Аталанту» | Усього за «Аталанту» | Усього за «Аталанту» | 67        | 3         |                    | 9                  | 2                  |                      | 20                   | 1                    |               | -             | -             | 96     | 6      |
| Усього за кар'єру    | Усього за кар'єру    | Усього за кар'єру    | 199+3     | 24+3      |                    | 19                 | 2                  |                      | 20                   | 1                    |               | -             | -             | 241    | 30     |

### Статистика виступів за збірну
| Дата       | Місто             | Господарі | Результат               | Гості             | Турнір                                    | Голи | Примітки |
| ---------- | ----------------- | --------- | ----------------------- | ----------------- | ----------------------------------------- | ---- | -------- |
| 11-11-2020 | Флоренція         | Італія    | 4 – 0                   | Естонія           | товариський матч                          | -    | 46'      |
| 25-3-2021  | Парма             | Італія    | 2 – 0                   | Північна Ірландія | Відбір до ЧС 2022                         | -    | 84'      |
| 28-3-2021  | Софія             | Болгарія  | 0 – 2                   | Італія            | Відбір до ЧС 2022                         | -    | 87'      |
| 31-3-2021  | Вільнюс           | Литва     | 0 – 2                   | Італія            | Відбір до ЧС 2022                         | -    | 32' 62'  |
| 28-5-2021  | Кальярі           | Італія    | 7 – 0                   | Сан-Марино        | товариський матч                          | 2    | 86'      |
| 16-6-2021  | Рим               | Італія    | 3 – 0                   | Швейцарія         | ЧЄ 2020 - груповий етап                   | -    | 87'      |
| 20-6-2021  | Рим               | Італія    | 1 – 0                   | Уельс             | ЧЄ 2020 - груповий етап                   | 1    | 79' 87'  |
| 26-6-2021  | Лондон            | Італія    | 2 – 1 д.ч.              | Австрія           | ЧЄ 2020 - 1/8 фіналу                      | 1    | 67'      |
| 6-7-2021   | Лондон            | Італія    | 1 – 1 д.ч. (4 – 2 п.п.) | Іспанія           | ЧЄ 2020 - півфінал                        | -    | 74'      |
| 5-9-2021   | Базель            | Швейцарія | 0 – 0                   | Італія            | Відбір до ЧС 2022                         | -    | 90'      |
| 8-9-2021   | Реджо-нель-Емілія | Італія    | 5 – 0                   | Литва             | Відбір до ЧС 2022                         | -    |          |
| 29-3-2022  | Конья             | Туреччина | 2 – 3                   | Італія            | товариський матч                          | -    | 76'      |
| 1-6-2022   | Лондон            | Італія    | 0 – 3                   | Аргентина         | Фіналіссіма 2022                          | -    | 62'      |
| 11-6-2022  | Вулвергемптон     | Англія    | 0 – 0                   | Італія            | Ліга націй УЄФА 2022—2023 - груповий етап | -    | 87'      |
| Усього     |                   | Матчів    | 14                      |                   | Голів                                     | 4    |          |

| Дата       | Місто             | Господарі  | Результат | Гості     | Турнір           | Голи | Примітки |
| ---------- | ----------------- | ---------- | --------- | --------- | ---------------- | ---- | -------- |
| 5-10-2017  | Будапешт          | Угорщина   | 2 – 6     | Італія    | Товариський матч | -    | 60'      |
| 10-10-2017 | Феррара           | Італія     | 4 – 0     | Марокко   | Товариський матч | -    | 76'      |
| 27-3-2018  | Новий Сад         | Сербія     | 0 – 1     | Італія    | Товариський матч | -    | 80'      |
| 25-5-2018  | Ешторіл           | Португалія | 3 – 2     | Італія    | Товариський матч | -    | 68'      |
| 29-5-2018  | Безансон          | Франція    | 1 – 1     | Італія    | Товариський матч | -    | 90'      |
| 11-9-2018  | Кальярі           | Італія     | 3 – 1     | Албанія   | Товариський матч | -    |          |
| 15-10-2018 | Віченца           | Італія     | 2 – 0     | Туніс     | Товариський матч | -    | 79'      |
| 15-11-2018 | Феррара           | Італія     | 1 – 2     | Англія    | Товариський матч | -    | 81'      |
| 19-11-2018 | Реджо-нель-Емілія | Італія     | 1 – 2     | Німеччина | Товариський матч | -    | 70'      |
| Усього     |                   | Матчів     | 9         |           | Голів            | 0    |          |

## Досягнення
- Чемпіон Європи: 2020